# Hemicloeina kapalga
Hemicloeina kapalga là một loài nhện trong họ Trochanteriidae. Loài này phân bố ở Noordelijk Territorium.